# Joan Ferrer-Vidal i Soler
Joan Ferrer-Vidal i Soler (Barcelona, 25 de setembre de 1858 - 22 d'octubre de 1922) fou un enginyer i polític català.
Fou diputat pel Partit Liberal pel districte de Berga a les eleccions generals espanyoles de 1898 i per Vilanova i la Geltrú a les eleccions generals espanyoles de 1899 i 1901. Fou nomenat senador per la província de Tarragona el 1905-1907.

## Família
Joan Ferrer-Vidal era fill de l'empresari Josep Ferrer i Vidal i de Concepció Soler i Serra i germà del polític Lluís Ferrer-Vidal i Soler, diputat a Corts durant la restauració borbònica, i de Josep Ferrer-Vidal i Soler, I marquès de Ferrer-Vidal.
És besavi de Joaquim Gay de Montellà i Ferrer-Vidal. També fou cunyat de Josep Maria Pallejà i de Bassa, III marquès de Montsolís, i d'Ignasi Girona i Vilanova.
Era emparentat amb els marquesos de Comillas i estava casat amb Lluïsa de Goytisolo i Rigat.